# TM-XML
A norma TM-XML, linguagem de marcação extensível para marcas comunitárias, é uma norma aberta XML para as actividades relacionadas com as marcas e para o intercâmbio de informação sobre marcas entre os serviços centrais da propriedade industrial e os seus parceiros e utilizadores.

## Objetivos
O objetivo inicial foi a definição da norma XML para o intercâmbio de informações sobre marcas. Durante a fase das especificações e após a criação da norma ST.66 da OMPI, foram acrescentados os seguintes objectivos:
- Definir normas XML para os serviços centrais das marcas e para as actividades relacionadas com as marcas
- Propor resultados úteis como base para a criação de normas OMPI
- Definir normas para os serviços web relacionados com as marcas
- Fornecer exemplos de aplicações e ferramentas
- Partilhar experiências, práticas e conhecimentos
- Promover a colaboração e harmonização da informação sobre marcas e  representações do conhecimento
- (Novo) Preparar a rede semântica emergente para o domínio das marcas no contexto da propriedade intelectual

## Antecedentes
A norma TM-XML foi definida por um grupo de trabalho criado pelo Instituto de Harmonização no Mercado Interno em Junho de 2003. 
Foram publicadas oito versões preliminares para apreciação (versões 0.1 a 0.7 e projecto 1.0) antes da publicação da versão final 1.0 em 26 de Maio de 2006, no website TM-XML.org. 
A versão TM-XML 1.0 final foi proposta como base para a criação de uma norma OMPI designada ST.66, que foi aprovada pelo Comité Permanente de Tecnologias da Informação/Grupo de Trabalho sobre Normas e Documentação durante a sua 8.ª reunião de 19-22 de Março de 2007, em Genebra.

## Roteiro 2008-2010
| Versão            | Prevista para | Conteúdo |
| ----------------- | ------------- | --- |
| TM-XML Versão 2.0 | 2008          | Informação sobre processos de oposição, recurso e renovação. Primeiras regras e serviços web em RDF (Resource Description Framework) e OWL (Web Ontology Language) |
| TM-XML Versão 3.0 | 2010          | Serviços web adicionais e rede semântica – representação do conhecimento e serviços                                                                                |